# Gliese 293
Gliese 293 (GJ 293 / LHS 34 / WD 0752-676) es una enana blanca de magnitud aparente +14,09 situada en la constelación de Volans.
Al no haber sido observada por el satélite Hipparcos, no se conoce con exactitud la distancia a la que se encuentra.
La medida más aceptada de su paralaje —127 milisegundos de arco—, sitúa a Gliese 293 a 25,7 años luz del sistema solar, pero otra medida distinta da como resultado una distancia inferior de 23,10 años luz.
Adoptando esta última distancia, la estrella más próxima a Gliese 293 sería LHS 288, aproximadamente a 10 años luz.
Gliese 293 es una enana blanca de tipo espectral DC8.8.
Su temperatura efectiva es de 5700 ± 90 K y se considera que su edad —como remanente estelar— es de 2650 ± 100 millones de años.
Es un objeto tenue que brilla con el 0,016 % de la luminosidad solar; a modo de comparación, su luminosidad es sólo un 16 % inferior a la de la estrella de Van Maanen pero Sirio B es 167 veces más luminosa que Gliese 293.
Tiene una masa aproximada de 0,59 masas solares, un valor muy común dentro de las enanas blancas.